# Planeta Terror
Planeta Terror (em inglês:  Planet Terror) é um filme estadunidense de 2007, dos gêneros ação, ficção científica e horror, escrito, dirigido e musicado por Robert Rodriguez.
Conta a história de um grupo de civis que tentam sobreviver ao apocalipse zumbi enquanto ainda tem de lidar com uma unidade militar corrupta, incluindo também uma dançarina go-go procurando um uso para seus "talentos inúteis." 
Planeta Terror foi lançado em 6 de abril de 2007, e a vendagem de ingressos foi significativamente abaixo do esperado, mesmo com as críticas em sua maioria positivas. Em praticamente quase todos os outros países, cada produção foi exibida separadamente, com Planeta Terror e Death Proof tendo ganhado versões estendidas.